# Шамшин, Иван Иванович
Ива́н Ива́нович Шамши́н (1835—1912) — председатель Верховного уголовного суда, сенатор, член Государственного совета; действительный тайный советник.

## Биография
До 1852 года учился в 1-й Санкт-Петербургской гимназии. Окончил в 1857 году Александровский лицей и 28 декабря определён на службу в Министерство юстиции.
В 1862 году утверждён директором Санкт-Петербургского тюремного комитета и назначен обер-секретарём 2 отделения 5 Департамента сената.
В 1866 году назначен председателем Петербургской палаты уголовных дел, в 1868 — председателем Петербургского окружного суда.
С 1874 года состоял председателем Департамента Петербургской судебной палаты.
В феврале 1876 года пожалован в статс-секретари Государственного совета; занимался организацией разбора архива совета и поиском здания для его размещения.
В январе 1878 назначен статс-секретарем Департамента гражданских и духовных дел Государственного совета, а в июле — статс-секретарем Департамента законов. В 1879 года состоял секретарем Верховного уголовного суда и призван к присутствованию в Сенате. В том же году вошёл в состав Верховной распорядительной комиссии; ревизовал Самарскую и Саратовскую губернии. В 1884—1893 годы возглавлял межевую часть и Межевой департамент Сената.
Позднее был председателем Санкт-петербургского окружного суда, сенатором, членом Государственного совета и Кахановской комиссии.
В январе 1893 года назначен членом Государственного совета; заседал в Департаменте законов.
В 1906—1912 годах он назначался к присутствованию в Государственном совете. В 1906—1911 годах был председателем Верховного уголовного суда.